# ラウンドアバウト

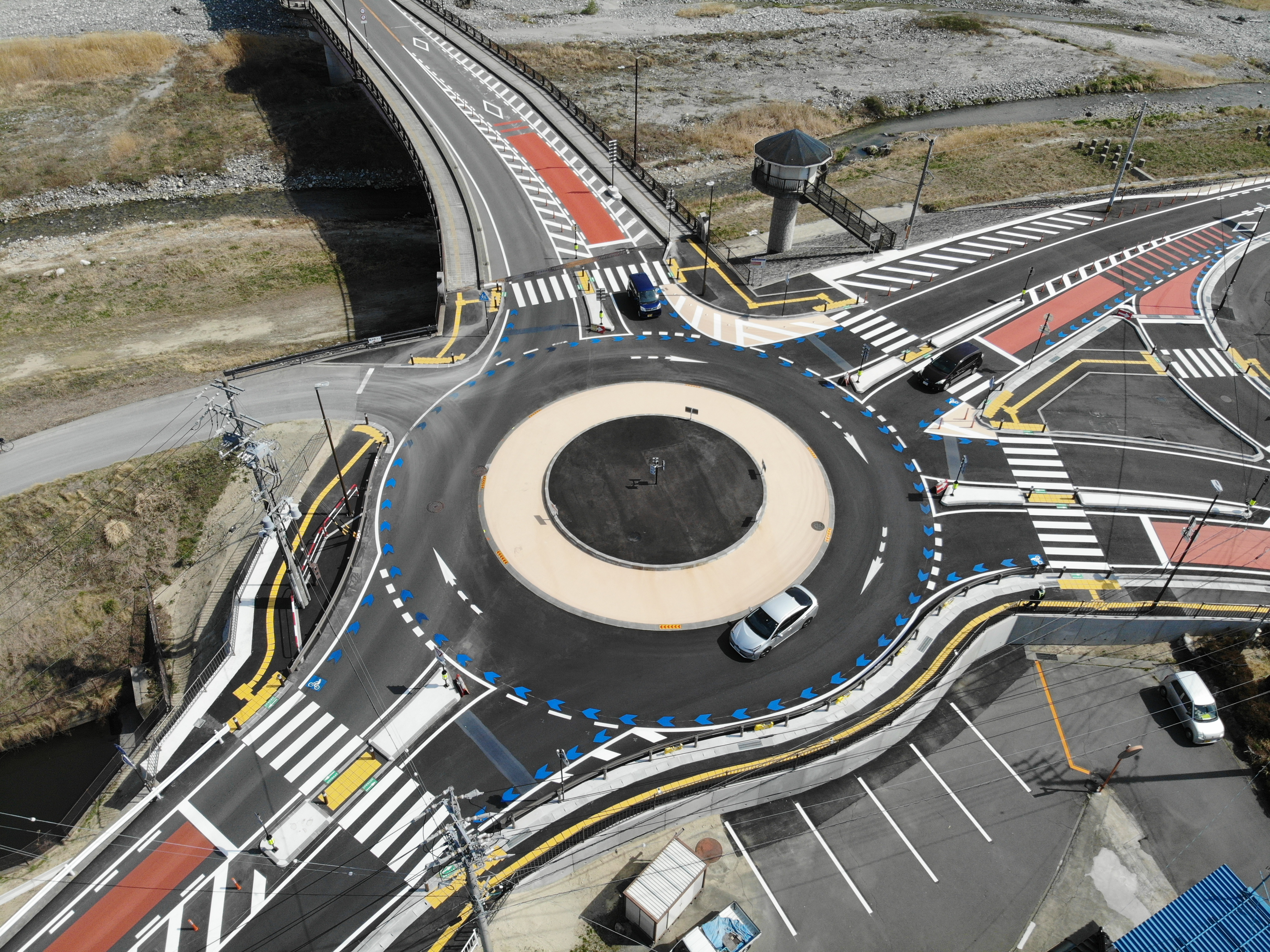
左側通行道路のラウンドアバウト（長野県下伊那郡高森町）

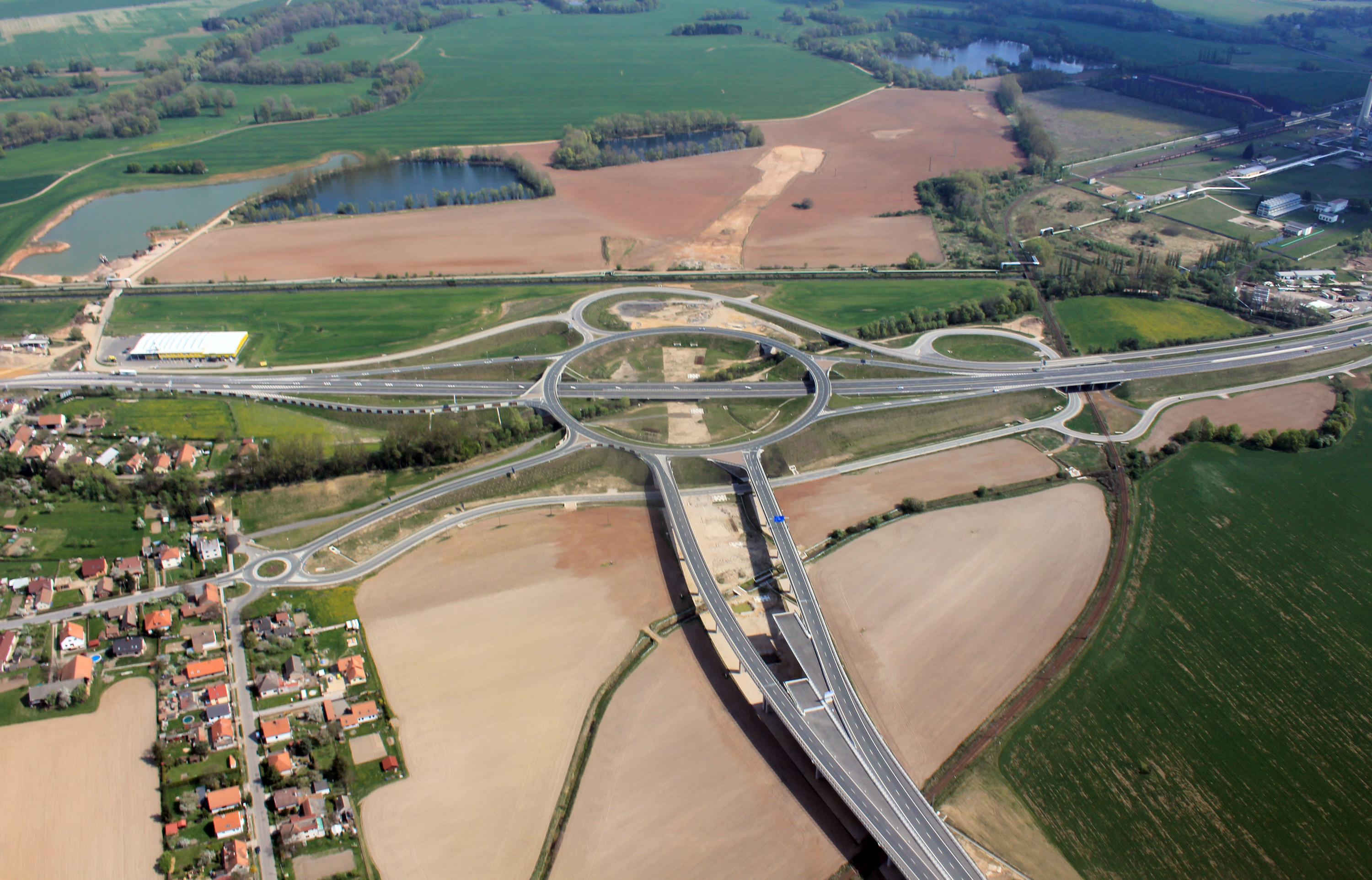
高速道路の流出入路に設けられたラウンドアバウト（チェコ）

ラウンドアバウト（英: roundabout）、または環状交差点（かんじょうこうさてん）とは、交差点の一種で、中心の島の周囲を一方向に周回する方式のうち、環状の道路に一時停止位置や信号機がないなどの特徴をもったものをいう。
同様の交差点で一時停止位置や信号機があるものをロータリー交差点（円形交差点）という。
英語では一時停止位置や信号機の有無にかかわらず rotary や roundabout 、traffic circle と総称しているが、特に区別する場合は一時停止位置や信号機がないもの（日本で単にラウンドアバウトというもの）を modern roundabout（現代的ラウンドアバウト）という。
本項では特に断らない限り、現代的ラウンドアバウトを扱う。
3本以上の道路を円形のスペースを介して接続したもので、この円形のスペースの真ん中には中央島と呼ばれる、円形の通行できない区域がある。車両はこの中央島の周りの環状の道路（環道）を一方向（右側通行なら反時計回り、左側通行なら時計回り）に通行する。

## 歴史

### 景観のための円形交差点

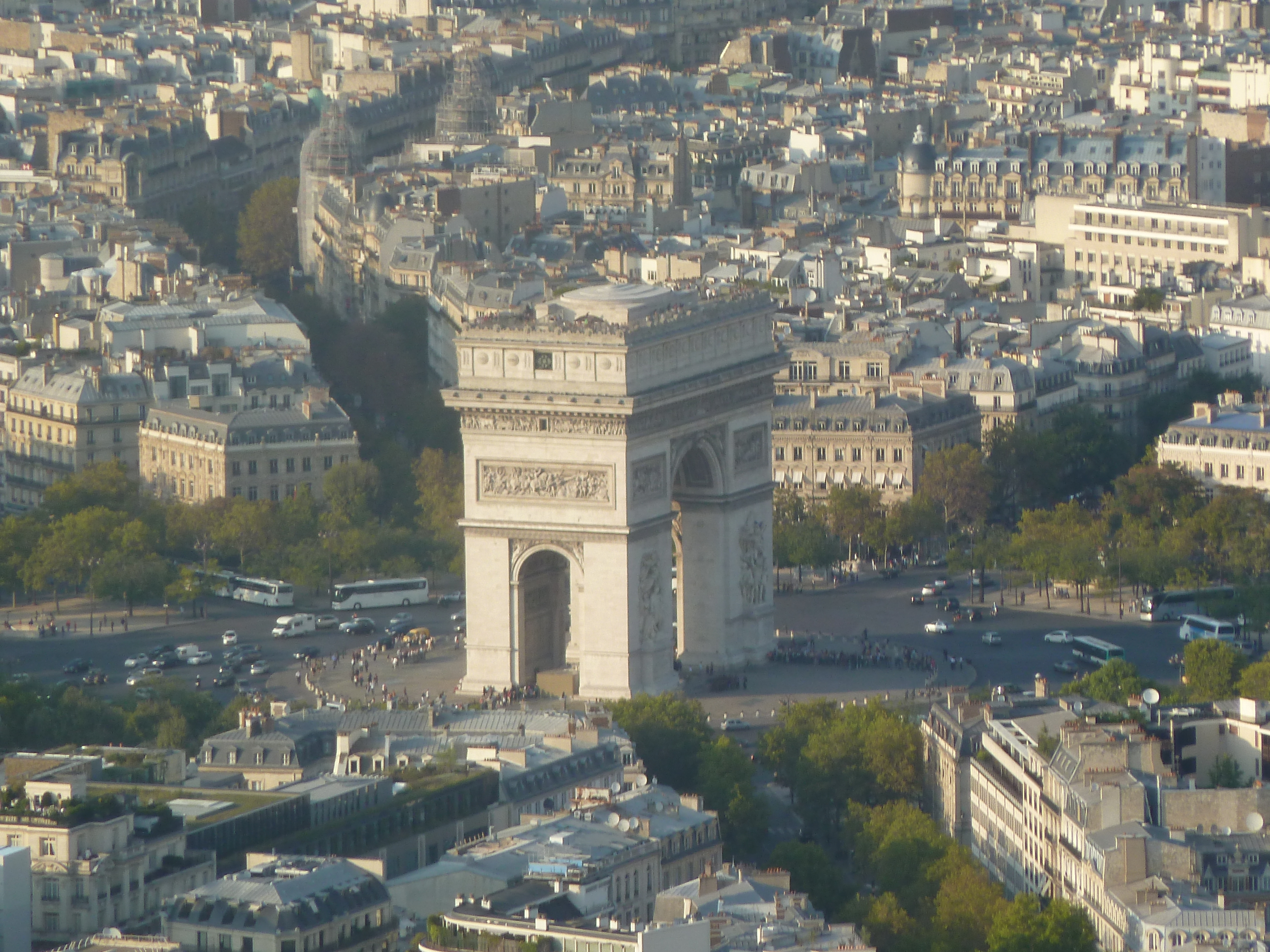
現代のシャルル・ド・ゴール広場

1625年、ロンドンに辻馬車が登場。ほどなく、パリにも登場している。1662年、ブレーズ・パスカルはパリで乗合馬車「5ソルの馬車」を創業する。馬車のスムーズな交差点通過の必要性から、カーブを大きく取り中央に島が作られて、必然的にロータリーが形成されてきた。円形交差点は19世紀後半からヨーロッパで作られはじめた。この時期の円形交差点は都市の中心部などに景観上の工夫として考案されたものである。例えばシャルル・ド・ゴール広場（エトワール広場）の建設当初の目的は、もともと5本の道路が集まる広場であり、中心に凱旋門が建造されて、環状の道路をもつ交差点になったのである。

### 交通システムとしての円形交差点（一方通行化）
交通システムの一環として設計された円形交差点は、古代ローマの馬車の構造により、使われてきた。日本では昭和40年代に学校・病院などの玄関前に作られた。その後車両のサイズが大型化して使用に適さなくなり、すたれてきたが、円形交差点の定義及び交通方法を規定した改正道路交通法が施行された2014年（平成26年）から再認識されている。一方米国では、ウィリアム・フェルプス・エノの提案によって1905年にアメリカ合衆国（以下、アメリカ）のニューヨークに作られたコロンバスサークルが最初のものである。同時期に、フランスではウジェーヌ・エナールの提案でパリのシャルル・ド・ゴール広場の周りが円形交差点として1907年に整備された。交差点内での車両の通行を、反時計回り（右側通行の場合）の一方通行にしたことが最大の特徴である。イギリスでは1909年、世界初の田園都市として建設されたレッチワースに作られたとされている。イギリスでは円形交差点をジャイラトリー・システム (gyratory system) とも呼ぶが、1926年からはジャイラトリー・システムに代わってラウンドアバウトが円形交差点を指す公式な名称になっている。日本では1936年（昭和11年）に作られた旭川常盤ロータリーなどが良く知られている。

### 円形交差点の衰退

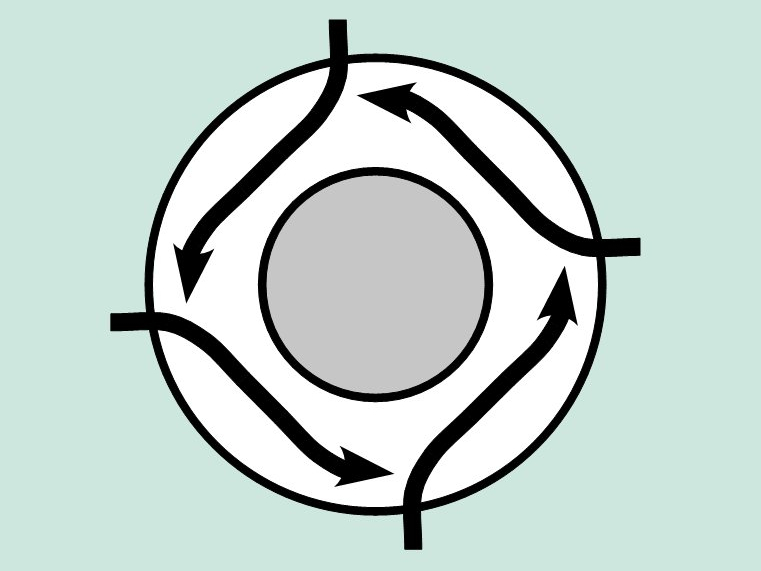
円形交差点の環道で車が動けなくなる状況の例
太線は車両の列を表す。右側通行では右方車優先が原則であるが、進入車両が優先であるとこのような事が起こる。こうなると、誰か（警察官など）が交通整理しない限り車両は動けない状態が続く。

円形交差点では対向車もないし、対向車線を横切って曲がる必要もないので適切な交通量においては十字の交差点よりスムーズな流れが期待できる。初期の円形交差点は、環道の車両の流れに素早く合流したり、環道内で車線変更することを意図して設計されており、また、合流の際には円形交差点に入る車両が優先されていた。進入する車両が優先される根拠は、右側通行の場合、通常の十字路では向かって右側の車両が優先で、円形交差点への進入に際してもそれに倣ったのである。しかし、進入する車両は減速せずに交差点に入ることができるので、衝突したときの被害も大きかった。また、交通量が多くなった時に車両が環道内で動けなくなる状況が発生し、このことによっても円形交差点に対する評価は下がった。そのため1950年代にはいると、アメリカでは円形交差点がほとんど顧みられなくなった。

### 現代的環状交差点の考案
一方イギリスでは、1960年代に入り、英国交通研究所（TRL）がそのような円形交差点のもつ問題を調査し、解決策を探ることに着手した。この時に考案されたもののうち、最も特徴的なものは、環道内の車両が優先して通行するというルールである。その結果をうけて、1966年、イギリスでは環道内の車両が優先する規則をすべての円形交差点に適用した。これが現代的なラウンドアバウトの始まりである。1971年にはイギリス運輸省によりラウンドアバウトの設計ガイドラインが作成された。この現代的ラウンドアバウトは、一般的な交差点を通過する際の遅れ（赤信号の待ち時間など）を最小限におさえつつ、旧来の円形交差点の主要な課題であった安全性と環道内で動けなくなる問題を解決し、盛んに導入されるようになった。

### 環状交差点の普及
その後、1970年代から1980年代にかけてヨーロッパやイギリス連邦を中心にラウンドアバウトがイギリス国外にも広く普及し、例えば、フランスには1990年代後半の時点で約15,000箇所のラウンドアバウトが設置されるまでになった。アメリカでも、諸外国での成功例からラウンドアバウトが見直されるようになり、1990年にネバダ州でアメリカで初めての現代的ラウンドアバウトが建設された。2013年（平成25年）には日本でも従来あった信号機を撤去したラウンドアバウトが初めて導入されている（長野県飯田市の東和町交差点）。その後、2014年（平成26年）に道路交通法の改正により環状交差点が規定され、日本全国で正式にラウンドアバウトの整備がすすめられた。

## 現代的ラウンドアバウトの特徴
1960年代から1970年代にかけてにイギリスでラウンドアバウトの設計基準が確立され、それに基づいて設計されたラウンドアバウトを、特に現代的ラウンドアバウト (modern roundabout) と呼ぶ。これは、主にアメリカで用いられる言い方で、アメリカでは一度円形交差点の建設がすたれてから後、1990年代になってヨーロッパなどでの事例を参考にしてラウンドアバウトが再度評価されたことから、従来の円形交差点とは明確に区別している。現代的ラウンドアバウトと区別する場合、従来型の円形交差点はトラフィック・サークル (traffic circle) と呼ぶことが多い。
従来からある円形交差点に対して、現代的ラウンドアバウトは以下のような特徴を備えている。
進入車両に対する「譲れ」
進入する際は道路標識「譲れ」で進入車両を制御する。従来型の円形交差点には進入に規制がなかったり、一時停止や信号で進入を規制しているものがある。
環道内の車両優先
環道内の車両が優先して通行する。従来型の円形交差点には進入する車両が優先するものがあったが、環道部の交通流がロックしてしまうことが悪評に繋がった。英国道路研究所が実証実験を行い、環道内の車両を優先したことで交通容量や安全性を確保でき、遅れ時間の減少できることが認められた。
横断歩道
横断歩道がある場合には、「譲れ」のラインから外側に設けられている。従来型の円形交差点には、中央の島に横断歩道が延びているものがある。
環道内駐車禁止
従来型の円形交差点には、環道内に駐車を許しているものがある。
回転方向
進路が交差しないように、外回りである。したがって、右側通行の場合は反時計回り、左側通行の場合（日本など）は時計回りに回る。
周回走行
進入方向と反対側の出口に抜ける場合、従来型の単線型円形交差点ではほぼ直進したまま抜けることができるものがあった。これに対しラウンドアバウトは、直進できないように中央の島を大きくしてある。これは環道を高速で通過させない工夫である。
分離島
ラウンドアバウトの場合は、道路が環道に接続するところで、すべて外回りになるように島で分けてある。

### 構造

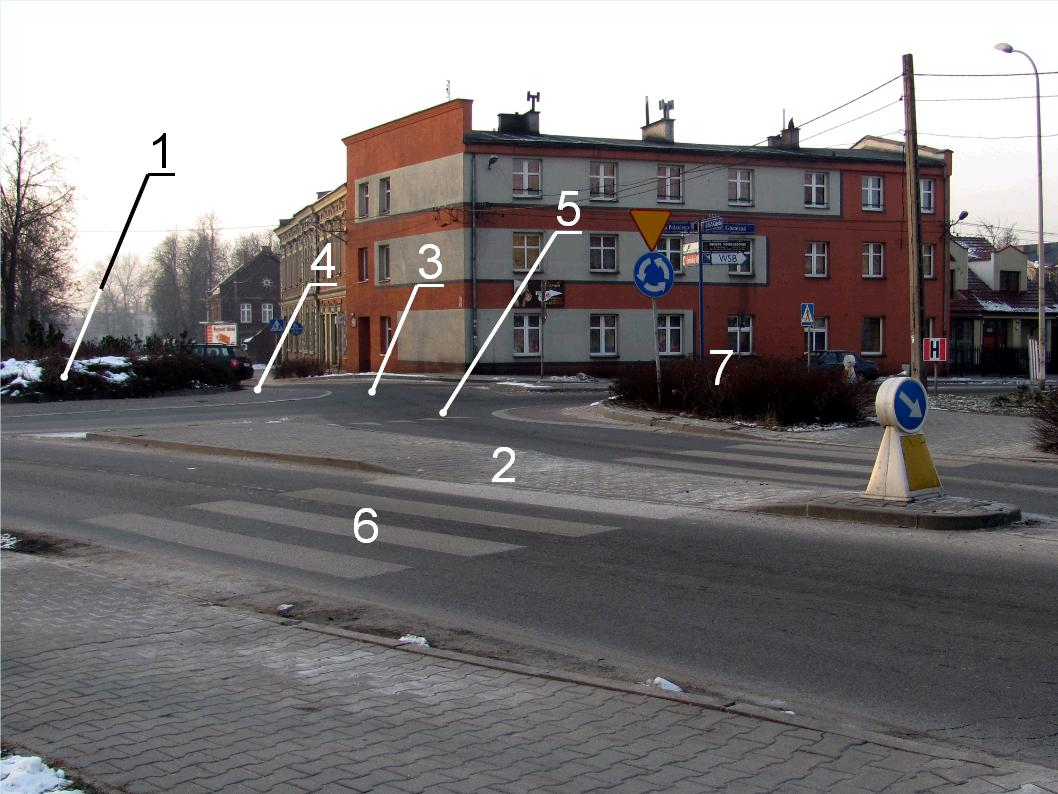
ラウンドアバウトを構成する要素
1. 中央島、2. 分離島、3. 環道、4. エプロン、5. 停止線、6. 横断歩道、7. 植え込み

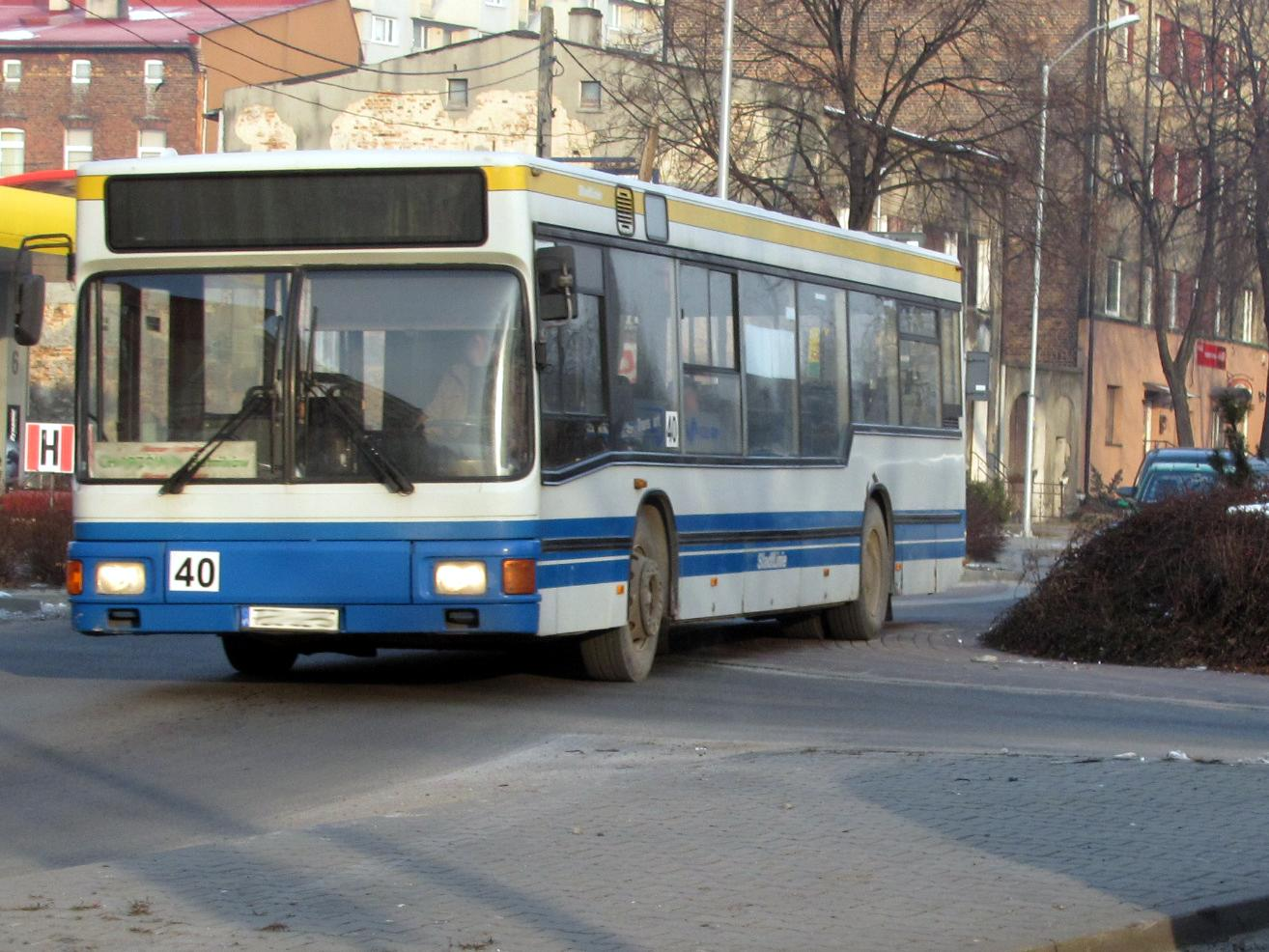
エプロン
環道を曲がることのできない大型車はエプロンに乗り上げて走行する。

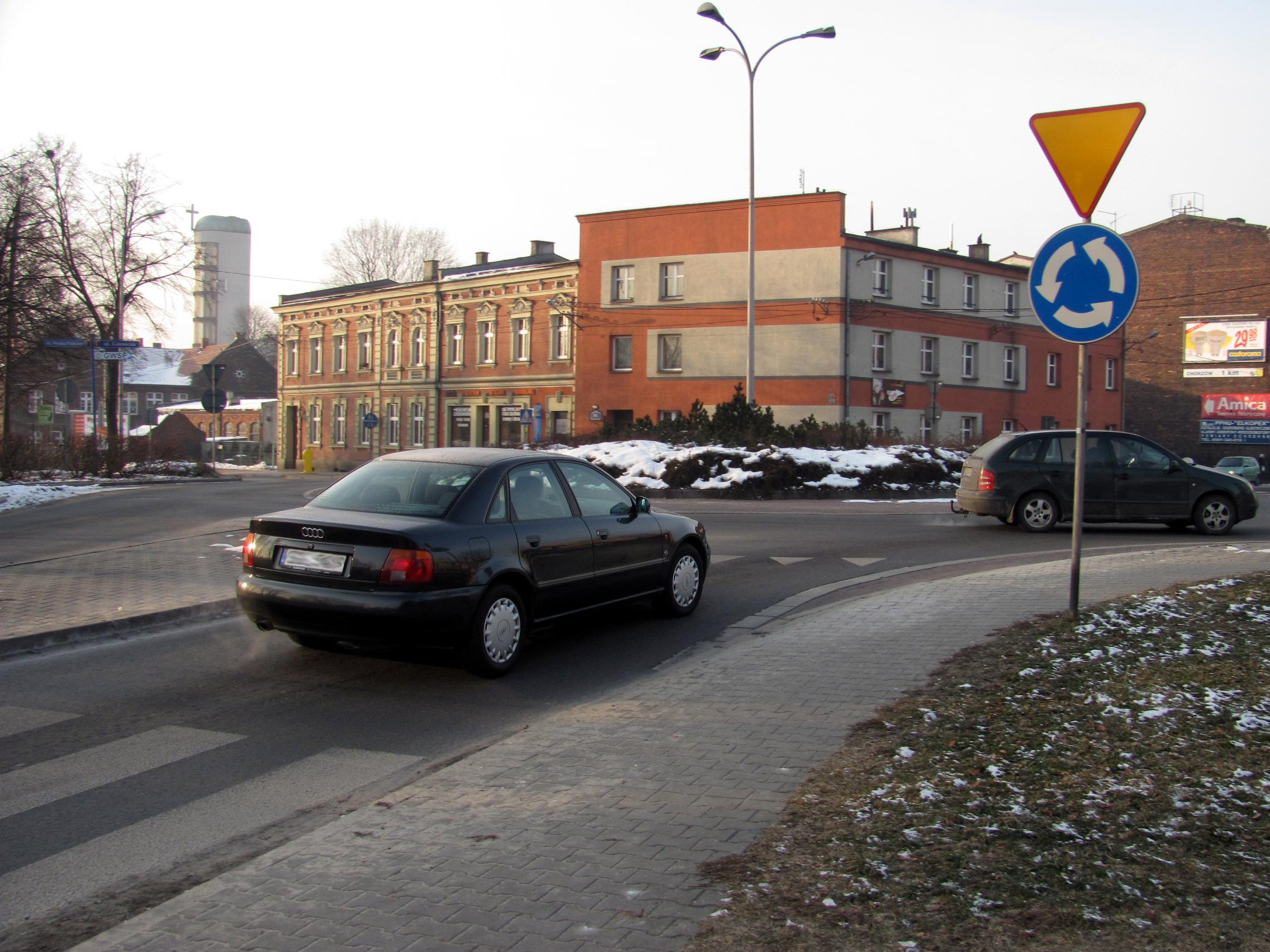
横断歩道と停止線
停止線の手前で、歩行者に気を取られる必要なく、環道に入るタイミングにだけ注意を払えばよい。

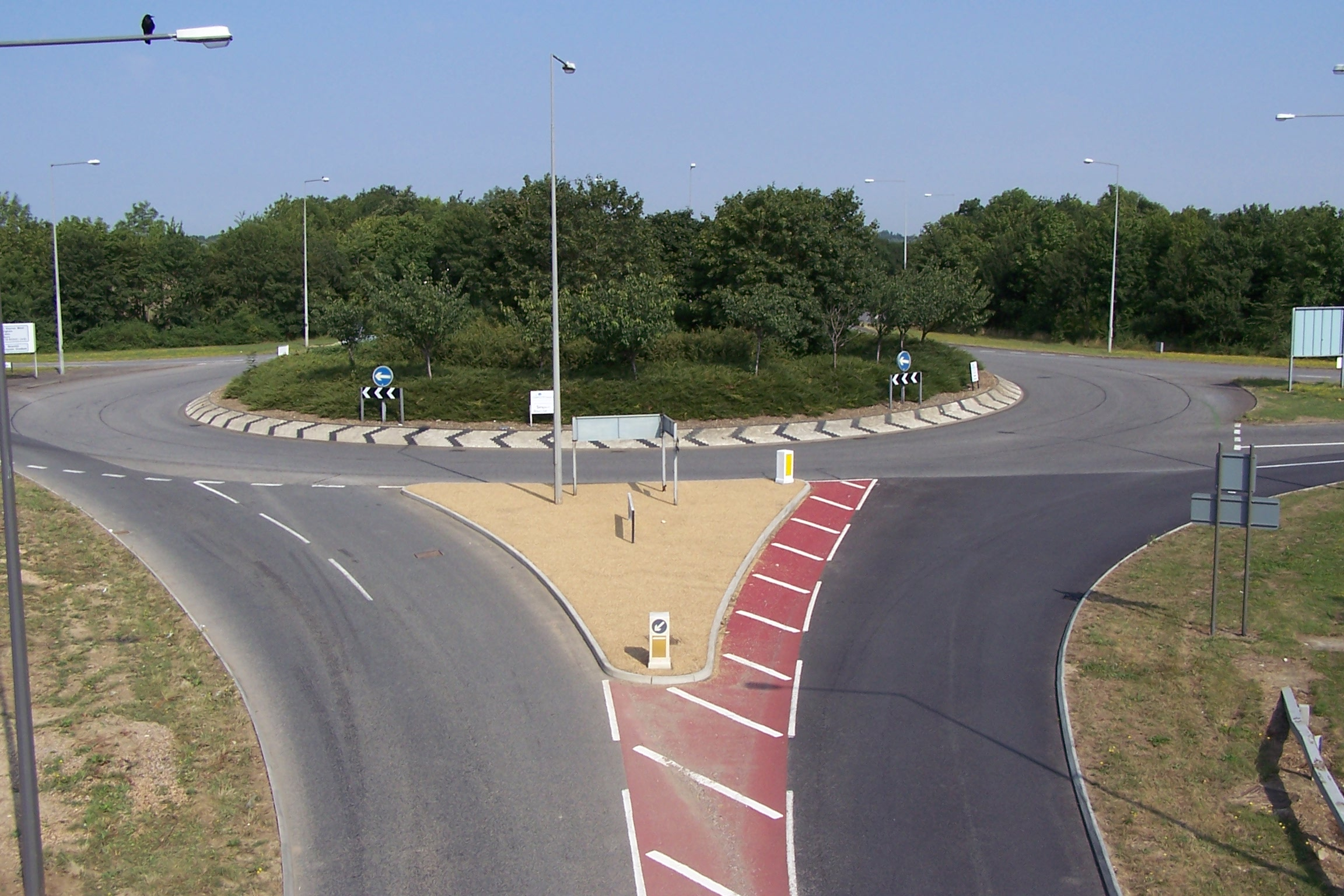
フレア
左車線の環道への入り口で車線を2車線に分けてある。

ラウンドアバウトを構成する主な施設は以下の通りである。
中央島
ラウンドアバウトの中央に設けた島状の施設。車両はこの中央島の周りを一方向に走行する。車両の進入を防ぐために段差を設けるが、必要以上に高くすることは視認性低下を招き好ましくない。
分離島
ラウンドアバウトに接続する道路に設けられた進入路と退出路を分離する島状の施設で、横断歩行者の安全性を確保する役割も持つ。
環道
中央島の周りに環状を形成している部分で、専ら車両の通行の用に供する部分である。左側通行なら時計回り、右側通行なら反時計回りの一方通行である。
エプロン
環道のみでは通行できない車両（セミトレーラー連結車など）のために通行できるように作った部分。車両がショートカットして走行することを防ぐためわずかな段差を設ける。
停止線
環道を走る車両のために環道に進入できないときは、環道を走行する車両が優先であるので、この線の手前で空きを待つ。必ずしもここで一時停止する義務はなく、もし環道が空いていれば、そのまま環道に進入してよい。この線はすべての進入路に設けられ、環道の外周をつなぐように円弧で描かれるのが一般的である。
横断歩道
停止線の手前に設置される。分離島を経由するが、歩道も分離島も車いすなどが通行しやすいように縁がえぐってある。車両や歩行者の量、設置場所の性格などにより、必ずしもなければいけないものではない。
植え込み
歩行者を横断歩道に誘導するために、環道の外周に設置することがある。歩行者がまたぐことのできない高さで設置する。この目的だけのためには必ずしも植え込みでなくてもよいことになるが、美観を考慮し、また車両が衝突した場合の被害の低減を考慮し、設置するとすれば生垣などを設置することが多い。
横断歩道が設置される場合は、ラウンドアバウトの外周から乗用車一台分ほど離して設置される。これはここがラウンドアバウト外周で横断するより、歩行者の横断距離が短くなるからである。進入する車両にとっては、横断歩道の後に環道までの間のスペースがあるので、ドライバーは歩行者と環道内の車両を同時に注意する必要がなくなる。また、退出する車両にとっても、環道から出た後に歩行者に注意すればよいことになる。横断歩道は歩行者を横断に適した場所へ誘導する目的に加え、ドライバーに歩行者の存在を予測させることが主な目的となる物であるので、点滅灯を道路鋲として埋め込んだり、また押しボタン式信号機を設置したりすることも考慮される。
ラウンドアバウトの設計における重要なポイントの一つが走行する車両の速度の抑制である。ラウンドアバウトではこれをそれぞれの構成要素の幾何学的な配置と幾何学的な形状で実現する。中でも進入路の形状は進入速度を決める重要な役割をもつ。ラウンドアバウトに入る車両が安全な速度にまで速度を落とすように、進入路にはカーブがつけてある。また、進入路の分離島や外周部に植栽を施すのは、進入路や環道で窮屈な感じを演出し、ドライバーが速度を落とすように促す効果も期待しているからである。
ラウンドアバウトの環道への進入口の広さは、ラウンドアバウトの進入車両の数に大きく影響する。これは、例えば、停進入口が広い場合はそこから入ってくる車両の量を取り込む環道も広いはずで、そのような環道では並走する二台が同時に環道から出て行くこともあり、その分だけ進入のチャンスが増える。また、進入のタイミングは限られているため、複数の車両がまとまって環道に入ることができれば、進入量を増やすことができる。このために、進入路の入り口から車線を増やしたり、環道への入り口のところで幅を増やして複数台の車両が並ぶことができるようにすることがある。

### 安全性
ラウンドアバウトが他の形式の交差点より優れている最大の点は、安全性の高さにある。下表は1998年に発表されたアメリカでの調査結果である。これは11のラウンドアバウトについてラウンドアバウト建設前後での年間平均事故数の比較したものである。
| ラウンドアバウトのタイプ | 対象の数 | ラウンドアバウト設置前 | ラウンドアバウト設置前 | ラウンドアバウト設置前 | ラウンドアバウト設置後 | ラウンドアバウト設置後 | ラウンドアバウト設置後 | 前後比 | 前後比   | 前後比   |
| ラウンドアバウトのタイプ | 対象の数 | 小計                   | 負傷者有               | 負傷者無               | 小計                   | 負傷者有               | 負傷者無               | 小計   | 負傷者有 | 負傷者無 |
| ------------------------ | -------- | ---------------------- | ---------------------- | ---------------------- | ---------------------- | ---------------------- | ---------------------- | ------ | -------- | -------- |
| 単車線                   | 8        | 4.8                    | 2.0                    | 2.4                    | 2.4                    | 0.5                    | 1.6                    | -51%   | -73%     | -32%     |
| 複数車線                 | 3        | 21.5                   | 5.8                    | 15.7                   | 15.3                   | 4.0                    | 11.3                   | -29%   | -31%     | -10%     |
| 合計                     | 11       | 9.3                    | 3.0                    | 6.0                    | 5.9                    | 1.5                    | 4.2                    | -37%   | -51%     | -29%     |

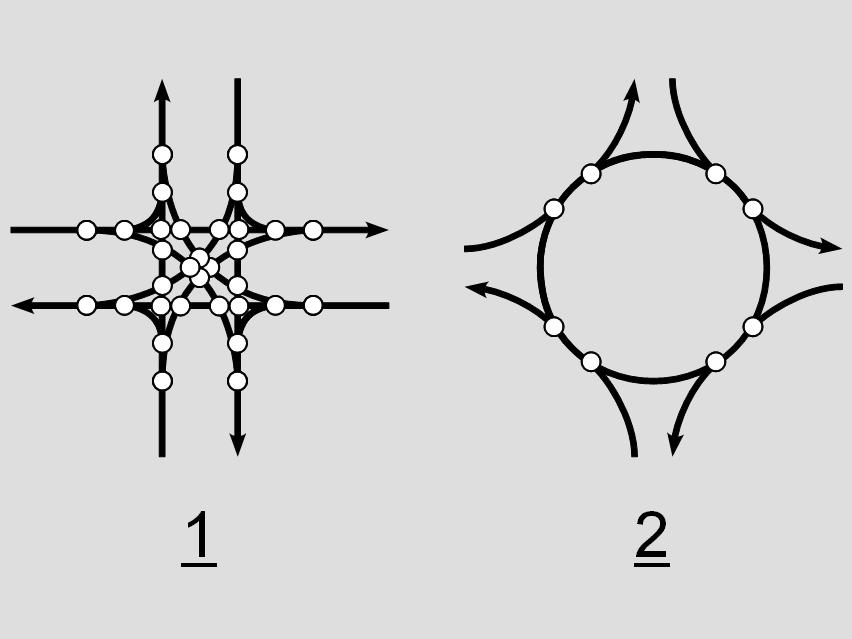
交錯点の比較
十字路 (1) に32箇所の交錯点があるのに対し、ラウンドアバウト (2) には8箇所しかない。

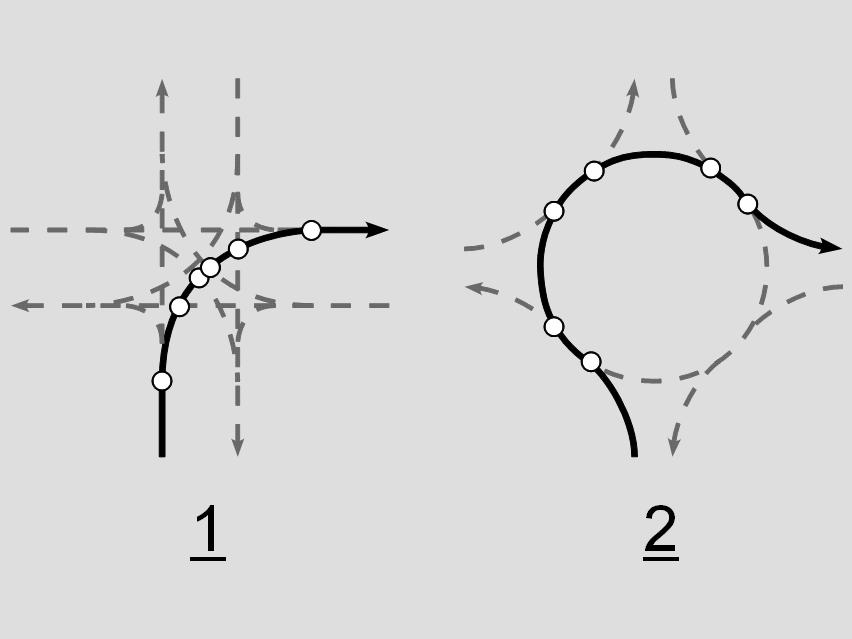
交錯点の比較
右折の際、通過する交錯点の数は同じだが、交錯点同士の距離は、ラウンドアバウトの方が長い。

ラウンドアバウトは事故の防止に効果がみられ、この傾向はラウンドアバウトを導入したヨーロッパ各国でもみられる。単に事故全体の数が減るだけでなく、負傷者の出る重大事故が特に減っていることにも注目できる。他の形式の交差点と比較した別の研究結果によれば、ラウンドアバウトの事故の発生頻度は、十字の形式の交差点の中で最も事故発生頻度の低い、全ての道路が一時停止とされている交差点と同じくらいである。どのような事故が実際に起こっているのかを調べると、車両同士の接触事故の減少が目立ち、このため、単独事故、歩行者や自転車との事故の割合が相対的に増える傾向がある。
ラウンドアバウトの安全性の理由として、交錯点の違いを上げることができる。交錯点とは、車両の動線が分岐・合流・交差する点である。車両同士の衝突は交錯点で起こるはずで、ドライバーが他の車両に注意しなければならない点となる。片側一車線ずつの道路同士の交差点の場合、普通の十字の交差点では交錯点が32箇所ある。一方ラウンドアバウトは8箇所しかない。つまり、ラウンドアバウト内では、車両同士の衝突の起こりえる箇所がずっと少ない。加えて、十字の交差点では交錯点同士の距離も短い。例えば、左側通行で右折することを考えるとき、通過する交錯点はどちらも6箇所であるが、ラウンドアバウトは交錯点同士が離れているので、ドライバーはそれぞれの交錯点で他の車両に注意を向けることができる。十字の交差点の場合、交錯点同士がとても近く、事実上左右を同時に注意しなければならない箇所がある。中央島があるという物理的構造から、車両どうしの正面衝突や右直事故（左側走行の場合）などダメージが大きな衝突事故が起きにくいメリットもある。十字交差点のみならず、5枝以上の多枝交差点の場合でも交錯点の数を大幅に減らせる。
スピードを抑制していることも、安全性に大きく寄与している。まず、第一にスピードが遅ければ、何かが起きたときでもそれに対処し、実際に被害が生じることを避けようとする時間を多くとることができる。歩行者や自転車に対しては、万が一事故を起こした場合でも、スピードが低ければその被害を小さくできる。車両同士の衝突でも同じであるが、さらに、環道内の車両はどれも同じ方向に、同じスピードで走っているので、車両同士の相対速度が低く、このことも事故の被害を小さくするのに役立っている。また、環道内のスピードが比較的遅いことで、進入のタイミングがつかみやすくなるし、スピードもあわせやすくなる。
遅れを最小限にできることも、ドライバーのフラストレーションの高まりを抑制し、また乱暴な運転をする気分になることを抑え、安全運転をうながしている。
Uターンも安全にできることもラウンドアバウトの長所である。ラウンドアバウトと接続する道路に事故防止のため中央分離帯を設け、ラウンドアバウトでのUターンを促すといった活用方法も考えられる。

### 交通容量
ラウンドアバウトの容量は進入路の車線数、進入角度、車線の幅、環道の車線数などで異なり、処理能力は他のタイプの交差点と同様に、様々な方面からの進入量に依存する。一車線のランドアバウトでは一日当りおおよそ20,000～26,000台を捌くことができ、日本にはない環道内二車線のラウンドアバウトでは一日当り40,000～50,000台ほどになる。
種々の論文から異論もあり、一般の十字交差点などに対して、ラウンドアバウトの交通容量（単位時間に通過できる車両の数）は大きくなる。ただし、信号機のない十字の交差点と比べる場合は、交差点を突き抜けるときに、左右からの交通がどちらも途切れているときのみ通過できることを考えると、ラウンドアバウトの方が有利であるともいえる。アメリカのTRB (Transportation Research Board) の発行したTransportation Research Circular-Issue 212 (1980) によれば信号のある十字路の容量は最大1500台／時である。それに対しラウンドアバウトの容量は1800台/時ともいわれるが（単車線の場合）、このモデルで最大容量が実現した場合というのは、環道をとぎれなく車両が周回しているという場合であり、この時には当然他の車両は環道に進入できない。つまり最大値を比べても意味は無い。結局のところ、その交差点のある場所の交通量（それぞれの道路に対する進入・退出量）とその方向によって、実際に通過できる車両の量は変わってくる。Jian-an Tanがラウンドアバウトと信号付十字路を比較検討したところでは、小型の交差点の場合（外径16 m、環道幅6 mのラウンドアバウトと道幅7 mの道路の交差点との比較）にはラウンドアバウトの方が容量が大きくなるが、交差点の規模が大きくなるにつれ、信号機付十字路の容量が大きくなることが多くなる。
各進入路のそれぞれの流入量が極端に偏っている場合、ある進入路からは環道への進入のチャンスがほとんどなくなってしまう場合がある。このような場合は、特定の進入路からの進入を制限することになる。信号をつけることも一つの方法である。ただし、すべての進入路に信号を付けた場合、この交差点はラウンドアバウトとは設計思想が全く違うものとなるので、以後はラウンドアバウトの考え方は適用できない。他の方法としては、隣接する別の信号付交差点での信号のタイミングを調整し、対象のラウンドアバウトへの進入量を調整することも考えられるし、歩行者が多い場所なら、ラウンドアバウトから少しはなれたところに横断歩道と信号を設置し、それで進入量を調整することも考えられる。

### 費用

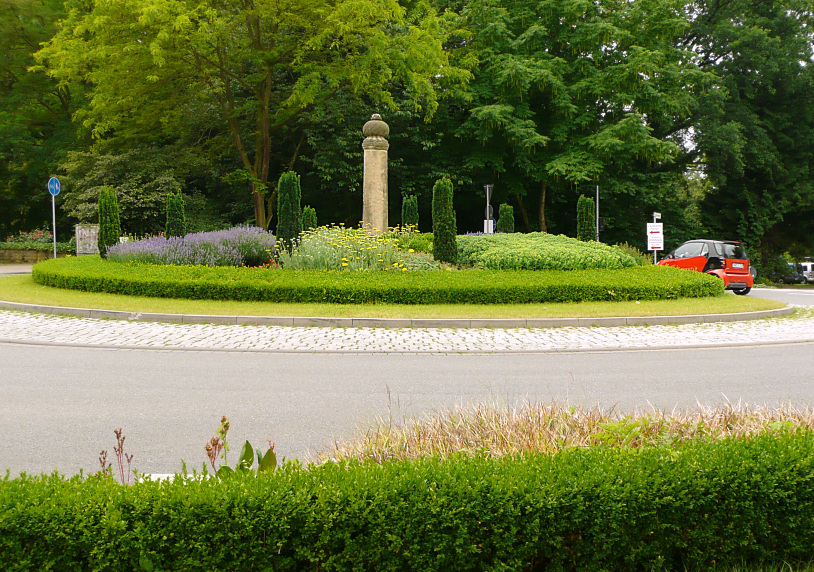
植栽の施された中央島

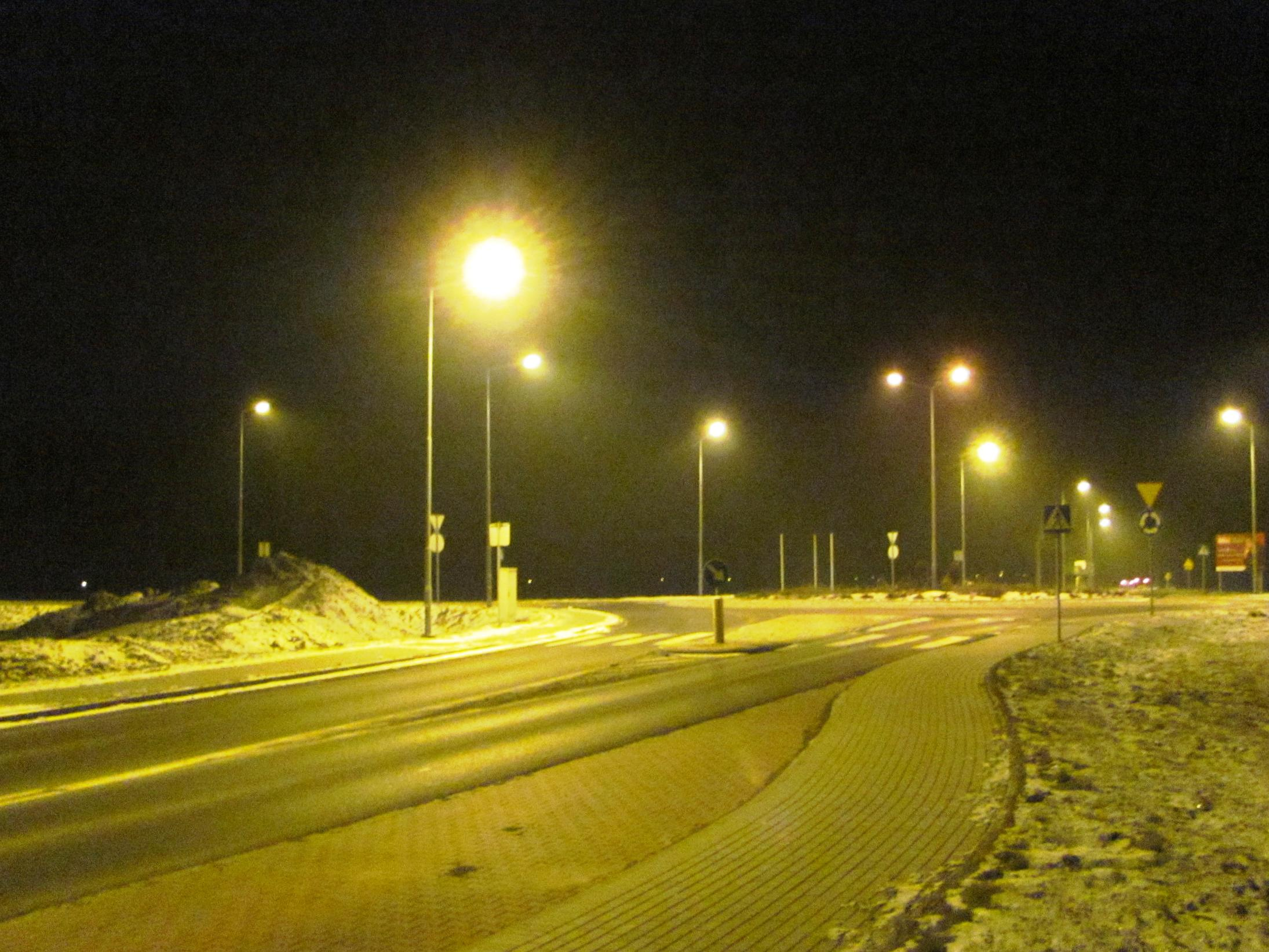
明るく照らされたラウンドアバウト

費用についても他の形式の交差点との比較は簡単ではない。
例えば、典型的なラウンドアバウトには信号がないので、その設置費用や維持費用を考えればその費用分だけラウンドアバウトが有利である。ただ、ラウンドアバウトの場合、十字の交差点には見られない中央島を設置する必要がある。そして、これに植栽を施すことはよく行われるが、植栽を行えば雑草刈りや水やりなど定期的な手入れが必要となる。また、信号が必要でないとしても、ラウンドアバウトのために照明を増やすことにすれば、照明に関する電気代は増える。
また、建設費用に大きく影響する要素の一つとして、必要な用地の大きさを挙げることができる。交差点の道路が交わった箇所だけを考えれば、中央島や分離島、進入路・退出路のカーブがある分ラウンドアバウトの方が広い用地を必要とするとはいえる。しかし、通常の十字の交差点で、左折や右折の専用車線を設置する場合は、交差点からかなり手前のところから車線を増やす必要があり、多くの用地が必要である。
いずれにしても、単純にどの形式の交差点が必ず費用の面で有利であるとはいえない。

### 遅れの改善および公害抑制
ラウンドアバウトの利点として遅れの改善を挙げることができる。遅れとは、交差点のない道路を直進するために必要な時間に対して余計にかかる時間のことで、例えば赤信号の待ち時間、一時停止時間、徐行、減速、加速、などに必要な時間のことである。ラウンドアバウトの場合、完全に一時停止せずに環道に入るチャンスが多いので、遅れが少なくなるのである。ただ、十字の交差点の主要道路の方の交通が支配的で、交差点の存在をほとんど気にする必要がないような場合、ラウンドアバウトを設置したために減速・加速を強いられ、遅れが増えることもある。
遅れを改善することができれば、このことは交差点周辺の環境の改善に寄与する。遅れが少ないというとは、不要な停止が減り、また加減速の頻度や程度が少なくなっているというとで、排出ガスや騒音が減少し、燃費が向上することを意味する。
ラウンドアバウトは信号やオールウェイストップ（全方向一時停止）の交差点よりも遅延時間が減少するケースが大半で、すべての進入車両が一時停止するわけではないため、それぞれの一時停止もオールウェイストップの順番待ちの停止も削減でき、他の車がないときは信号が変わるのを待つこともなく前へ進めるため、処理能力はさらに向上する。
交通量の多い道路と少ない道路との交差点では、交通量が多い側の道路を横断する車両がある場合にだけ停止するのに比べると、ラウンドアバウトでは常に速度を遅くする必要がある分、遅延時間が延びてしまうことになる。進入交通量が比較的均一の場合は、ラウンドアバウトは二回に一回の割で完全に停止することが求められるだけなので、遅延時間を低減できる。右折専用の信号の存在は、処理能力をさらに低下させる。
歩行者は信号を待つのではなく自動車の切れ間に安全に横断することができるため、信号機に比べてラウンドアバウトの方が待ち時間を減らすことができる。自動車の流入がピークに達し、自動車の十分な切れ間が見つからないような状態でも、出入りの自動車の速度自体が低下するため、小さな切れ間でも横断することが可能になる。
一時停止や信号からラウンドアバウトに置き換えられた交差点に関する調査から、車両の遅延は13〜89%減少し、停止した車両の割合は14〜56%減少したことが判っている。進入車両の速度が遅くなるにつれて遅延時間は増加する傾向がある。
ラウンドアバウトでは、一酸化炭素の排出を15〜45%、亜酸化窒素の排出を21〜45%、二酸化炭素の排出を23〜37%、炭化水素の排出を0〜42%それぞれ削減されることが判っている。燃料消費は23〜34%削減されると見積もられている。
ラウンドアバウトは、交通静穏化の手法の一つとしても利用される。もともと、ラウンドアバウトはそこに進入する車両の速度を抑制するように設計されているので、適切に配置することによって、その道路を通行する車両の速度をおさえ、交通の静穏化を確実に実現することができる。ドライバーはラウンドアバウトの存在を無視して、直進することができないからである。

### 交通規則

ラウンドアバウトでの車の流れ（右側通行）
退出時に出口の前で退出方向にターンランプを出す。環道を走行中ターンランプを付け放しにしているのはアメリカの方式。進入口に複数の車線があると複数の車両がほぼ同時に環道に進入できることにも注意。

十字の交差点と同様に出る際にはターンランプ（方向指示器）を使用する。アメリカとヨーロッパでは多少合図の方法が異なるが、共通しているのは、環道からの退出時に合図を出すことである。進入した道路の隣の道路に曲がっていくとき（左側通行なら左折）には、進入時からその方向に合図を出すことになる。アメリカ方式では、一番遠い道路に曲がっていくとき（左側通行なら右折）には進入時から曲がっていく方向に合図を出し続け、退出前に退出方向に合図を切り替える。アメリカ式の方が環道内の車両の動きを予測しやすい。自分が進入口で待っているとした場合、環道内の車両が自分の見えている方の向こう側のウインカーを出しているかどうかは、よく見えないからである。環道内が単線と複線の場合、特に環道が大きい場合は、通常の車線変更と同じように、中央側や外側の車線に進路変更する場合は適宜左右に合図を出す。
道路標識のデザインは国によって様々であるが、ヨーロッパ諸国を中心に1968年のウィーンで行われた国連会議のもと制定された「道路標識及び信号に関する条約」に即している場合が多い。まず「前方ラウンドアバウト」の標識があり（ない場合もある）、その先に「ロータリーあり」(円形交差点あり)の標識がある。ラウンドアバウトを特徴付ける「譲れ」は進入路の入り口につけられる。「譲れ」の手前に「優先道路終わり」や「譲れあり」の標識がつけられる。中央島には走行の方向を示す標識があることも多い（「右折せよ」や「カーブ」）。分離島には「右側を通行せよ」の標識を設置し、分離島のどちらを通行するのか示す。案内標識も円形交差点であることがわかるようになっている。

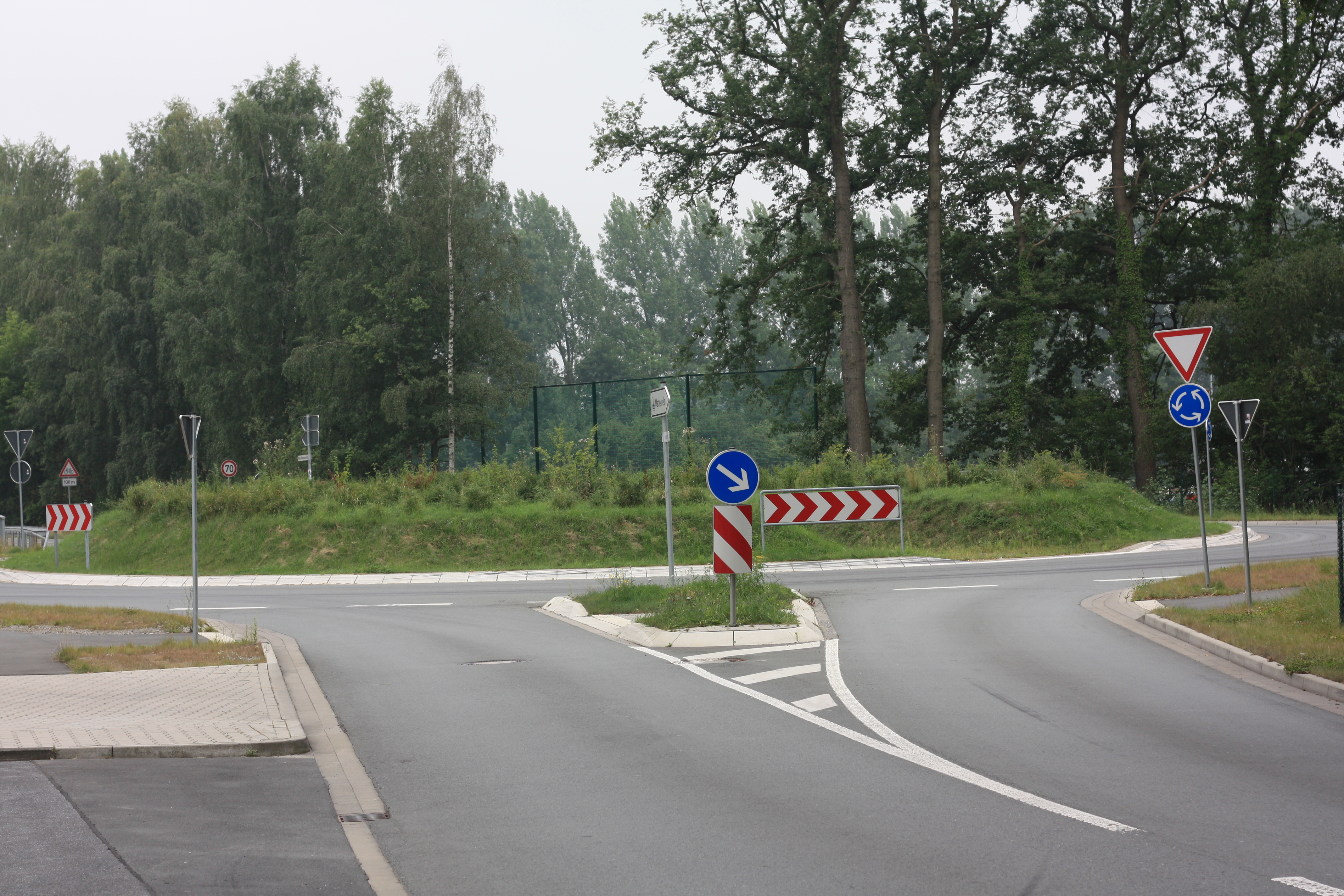
ラウンドアバウト周辺の道路標識（ドイツ）

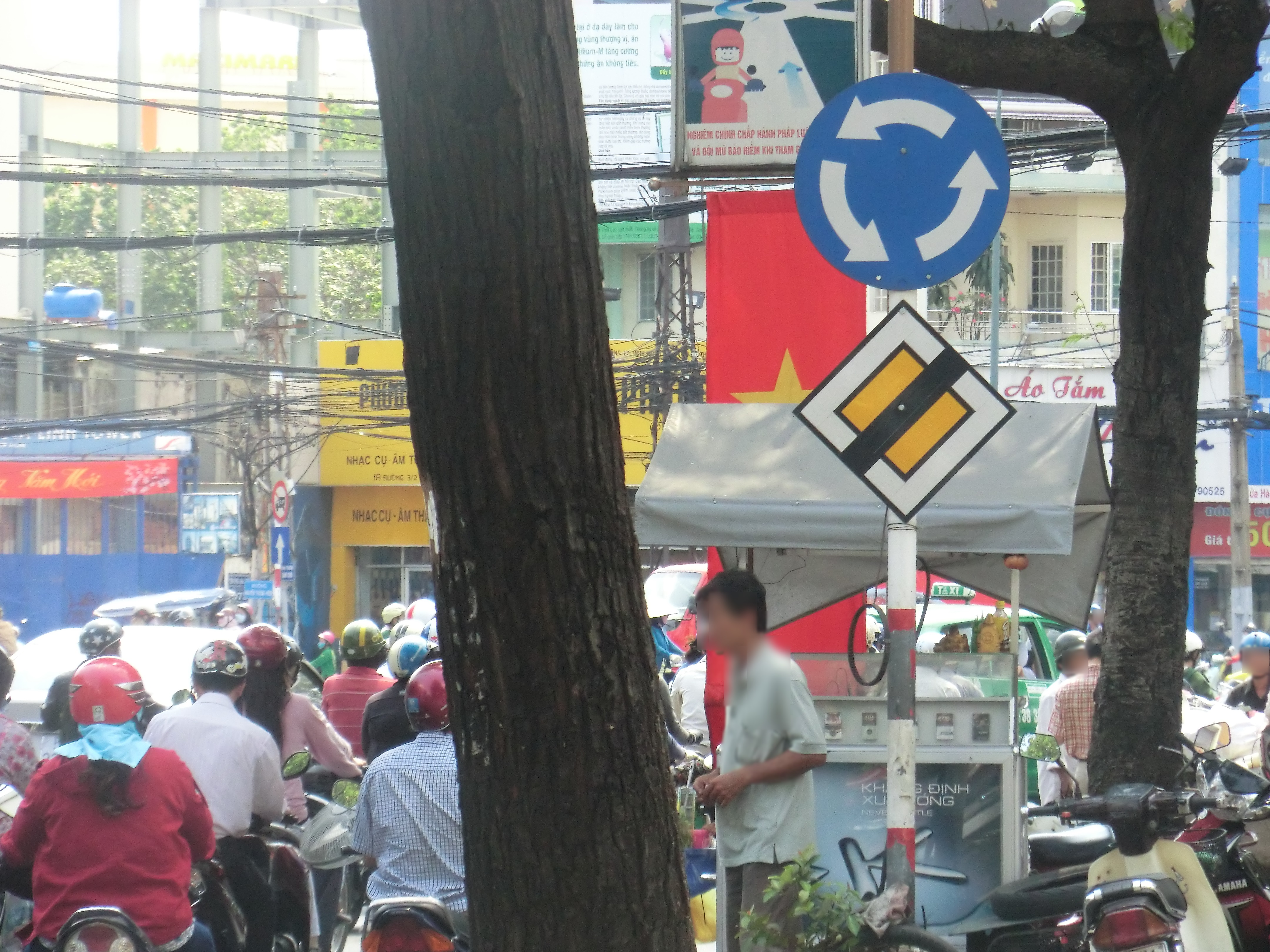
ベトナムホーチミン市に複数ある現代的ラウンドアバウトにある標識と案内板 (2014年)

前方ラウンドアバウト標識
（スペイン）

ラウンドアバウト周辺の道路標識（ドイツの例）
反時計回りで通行せよ
譲れ
優先道路終わり
右側を通行せよ
右折せよ
カーブ

### 反対論
一方で、「横断歩道に信号機がなく、車速が遅いためにエンジン音が聞こえづらい」などとして、日本視覚障害者団体連合（日視連）が2019年（令和元年）6月と9月に警察庁、国土交通省に整備しないように申し入れるなどの、ラウンドアバウトに反対する声もある。警察、道路管理者は「看板で歩行者優先などのルールの周知を図る」、「路面に溝を作り走行時に音が出るようにしている」という。

## ラウンドアバウトの設計
ラウンドアバウトの設計においては、安全性と交通容量の兼ね合いを考える要素が含まれる。例えば、安全性を高めるには進入速度や周回中の速度を下げるようにラウンドアバウトの形状を設計すると良いが、これは同時にラウンドアバウトの交通容量も下げることになる。また、ラウンドアバウトの形状はそこを通過する最大サイズの車両によっても決まる。ラウンドアバウトを設置する場所の状況に合わせて、最適な形状を設計することになる。
設計の前提となる要素で最も重要なものはラウンドアバウトを通過する速度を設定することである。ラウンドアバウトを通過する車両の経路を想定し、設定した速度で車両が走るような幾何学的な形状を決める。
また、ラウンドアバウトの形状を決定するには、そのラウンドアバウトを通過する車両の設計上の最大サイズをきめなければならない。例えば、アメリカの連邦道路管理局の発行する資料(Robinson et. al.)では、AASHTO Policy on Geometric Design of Highways and Streets ("Green Book") が定めるWB-15(WB-50)のトレーラーが、一般的に幹線道路などを通過する最大サイズの車両であるとしている。
環状道路の幅は、単車線の場合は設計上の最大サイズの車両(例えばWB-15)が余裕をもって転回できる幅となる。ラウンドアバウトの外径が十分に取れない場合には、中央島の周りを通行可能なエブロンとすることで大型車の転回に必要なスペースを確保することができる。複車線の場合は、想定している交通状況によって決めることになる。例えば、乗用車やトラックが支配的で、トレーラーの通過がごく少ない場合には、乗用車が並んで走行、転回できる幅や、乗用車とトラックが並んで走行、転回できる幅とする。

## アメリカのラウンドアバウト

### 設置
アメリカのTRB（全米交通運輸調査委員会）は、ラウンドアバウトに適する場所として次のような場所を挙げている。まず、4本以上の道路が集まる交差点や、Y字や鋭角に道路が集まる変則的な交差点、Uターンの多い交差点はラウンドアバウトに向く交差点である。隣接する2つの交差点をまとめる場合や、信号による長い車両の列を作りたくない場合（トンネルが近くにあるときなど）にもラウンドアバウトが適する。中央島などを印象的にあしらって、街の入り口や中心部を魅力的にプレゼンテーションすることも可能である。

### 通行
アメリカのラウンドアバウトの通行方法は、反時計回りである。ワシントン州などではラウンドアバウトを出る時にだけ右ウィンカーを出す運用となっている。

## 日本のラウンドアバウト（環状交差点）

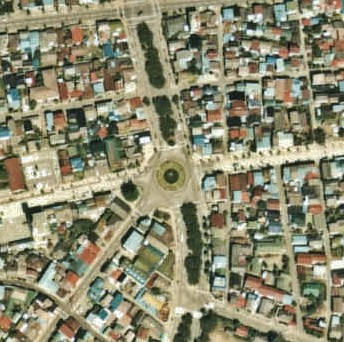
吾妻町ロータリー（飯田市・、）飯田大火の復興の際に設置された。

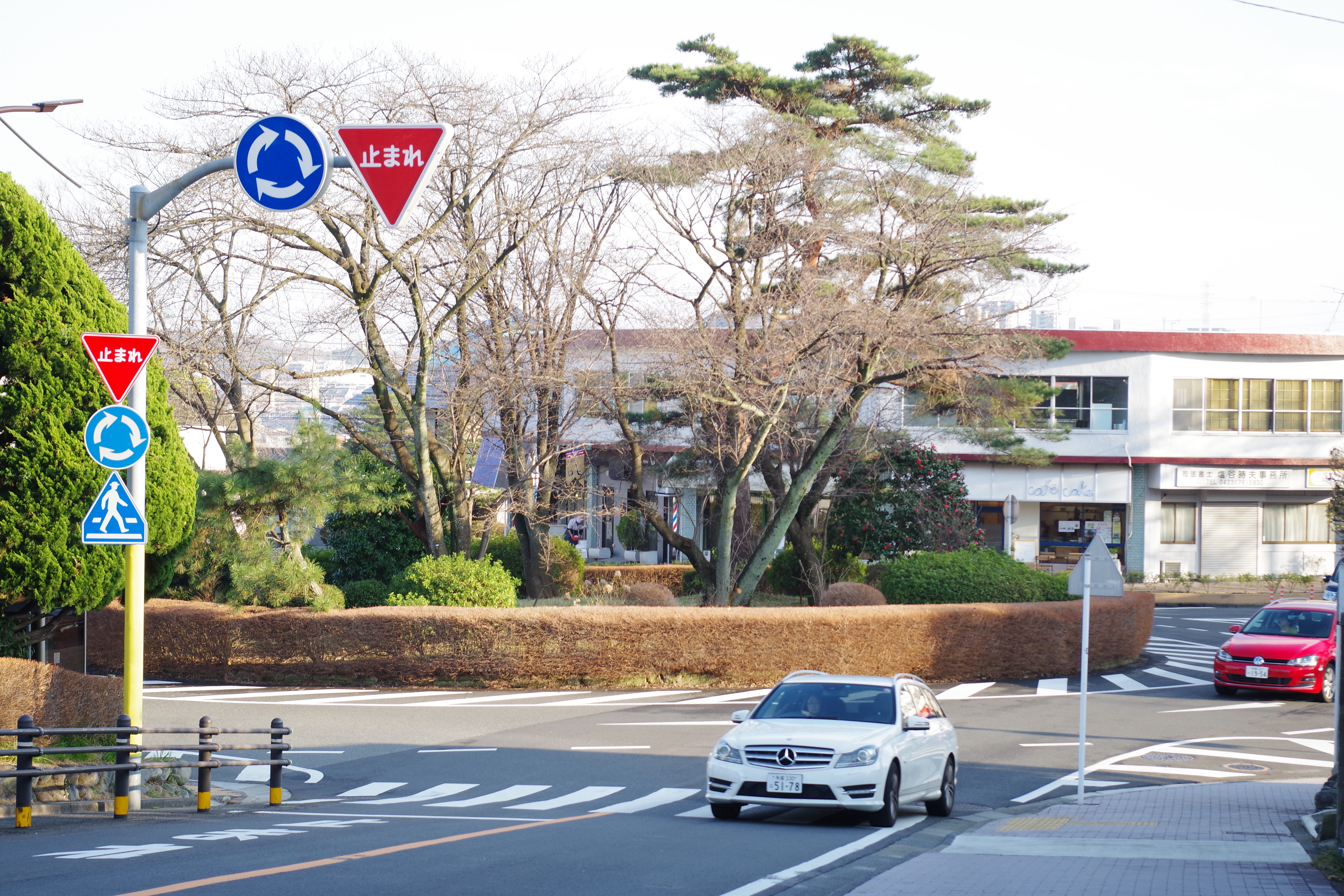
東京都多摩市のラウンドアバウト（環状交差点・）

日本における円形道路の交差点としては、ロータリー交差点(円形交差点)のみが定義されていたが、2013年（平成25年）6月14日法律第43号改正道路交通法により「環状の交差点における右回り通行」（標識327の10）として、現代的ラウンドアバウトが定義された。国土交通省も、ラウンドアバウトを整備するときの適用条件・留意事項を示して、2014年（平成26年）9月1日から本格的な運用が始まった。
ラウンドアバウトの計画・設計・運用全体をカバーする技術指針としては、（社）交通工学研究会による「ラウンドアバウト マニュアル」が2016年に発刊された。
日本の法律において、ラウンドアバウトは道路交通法第4条第3項に「環状交差点」として次のように定義されている
一般社団法人交通工学研究会のマニュアルは、その定義において、
としている。これはすなわち、「環道交通流に優先権があり、かつ環道交通流は信号機や一時停止などにより中断されない」平面交差部の構造と運用形式を指している。したがって、信号機で制御されたもの、環道交通流より流入車両が優先されるものや駅前ロータリーなどで駐停車を想定したものはラウンドアバウトの定義から外れる。
日本では、現代的ラウンドアバウトという意味でのラウンドアバウトの導入事例は極めて少ない。もともと日本では交差点の形式としてラウンドアバウトを想定していなかったため、従来の日本の道路交通法では、ラウンドアバウト全体を一つの交差点としては解釈できなかった。このため、2013年（平成25年）6月14日に道路交通法が改正され、ラウンドアバウトが「環状交差点」として位置づけられた。
日本国内では2011年（平成23年）3月11日の東日本大震災で発生した、停電による信号機の滅灯で混乱が生じたことを通じて、信号が無くても安全かつ円滑に交通制御が可能なラウンドアバウトが脚光を浴び、全国的に導入が進んでいる。
長野県飯田市の東和町交差点(北緯35度31分10.45秒 東経137度49分28.08秒 / 北緯35.5195694度 東経137.8244667度)は、2013年2月5日より日本初の試みとして、従来設置されていた信号機を撤去したうえでラウンドアバウトとしての運用を開始した。ただし、進入地点に「一時停止」を義務付け、本来のラウンドアバウトの利便性を損なう、変則的な方法をとっていたが、2013年6月14日法律第43号で改正された道路交通法の施行（2014年9月1日）後は、ラウンドアバウトの標識（327の10）を設置して、環道内の車両の優先通行と流入車両の徐行により通行させることになった。
改正道路交通法の施行（2014年9月1日）を受けて全国19箇所で運用が始まった。その中で多摩市桜ヶ丘のもの（北緯35度38分26.8秒 東経139度26分40.2秒 / 北緯35.640778度 東経139.444500度）は東京都で唯一の指定であった。同年度中には新たに15箇所が運用開始される予定である。道路標識は標識327の10（青地に白い矢印が時計回りになっているもの）が制定された。
その後、導入する自治体が増えている。2017年5月末現在、22都府県で67箇所が運用されている。なお、2015年3月16日時点では、全国で42箇所が運用され、このうち仙台市が11箇所、名取市が5箇所など、宮城県が19箇所を占めていた。

### 道路交通法における位置づけ

環状の交差点における右回り通行（327の10）

- 2013年6月14日法律第43号で改正された道路交通法[49]（施行2014年9月1日）で、ラウンドアバウトが「環状交差点」の名称で位置づけられ、その定義、左折・右折・直進・転回の方法、他の車両等との関係、の3点が明確にされた。
- 「環状交差点」が「車両の通行の用に供する部分が環状の交差点であつて、道路標識等により車両が当該部分を右回りに通行すべきことが指定されているものをいう。」と定義された（改正後の道路交通法第4条第3項）。
- 環状交差点における通行方法はつぎのように定められた。：
  - 第35条の2 車両は、環状交差点において左折し、又は右折するときは、第34条第1項から第5項までの規定にかかわらず、あらかじめその前からできる限り道路の左側端に寄り、かつ、できる限り環状交差点の側端に沿つて（道路標識等により通行すべき部分が指定されているときは、その指定された部分を通行して）徐行しなければならない。
  - 2 車両は、環状交差点において直進し、又は転回するときは、あらかじめその前からできる限り道路の左側端に寄り、かつ、できる限り環状交差点の側端に沿つて（道路標識等により通行すべき部分が指定されているときは、その指定された部分を通行して）徐行しなければならない。
- 環状交差点における他の車両等との関係等は次のように定められた。：
  - 第37条の2 車両等は、環状交差点においては、第36条第1項及び第2項並びに前条の規定にかかわらず、当該環状交差点内を通行する車両等の進行妨害をしてはならない。
  - 2 車両等は、環状交差点に入ろうとするときは、第36条第3項の規定にかかわらず、徐行しなければならない。
  - 3 車両等は、環状交差点に入ろうとし、及び環状交差点内を通行するときは、第36条第4項の規定にかかわらず、当該環状交差点の状況に応じ、当該環状交差点に入ろうとする車両等、当該環状交差点内を通行する車両等及び当該環状交差点又はその直近で道路を横断する歩行者に特に注意し、かつ、できる限り安全な速度と方法で進行しなければならない。
- 環状交差点における合図については、方向指示器#さまざまな用法を参照。
- 通常の交差点と同様に、環状交差点内と、環状交差点の側端又は道路のまがりかどから五メートル以内の部分は駐停車禁止である。また、環状交差点の安全進行義務（第37条の2第3項）も適用される。

#### 交通方法の周知
警察庁は、環状交差点の交通方法についての動画を作成している。一般社団法人全国届出自動車教習所協会のHPで見ることができる。
また、交通方法についてのリーフレットを作成して配布している。

### 交通規制基準
道路交通法の環状交差点についての規定が施行される直前の2014年8月8日に警察庁交通局は、環状交差点についての規制基準を発出した。交通規制基準の本編では、第140ページに記載されている。
対象交差点は、「流出入部、環状部分とも１車線の道路により構成される交差点」としており、流出入部が4車線（往復合計での車線数）の道路を想定していない。具体的な規制として、標識「327の10」の設置場所・設置方法について規定している。
また、2014年12月16日には、ラウンドアバウトは、交通事故抑止、被害の軽減、信号機が不要になることでの待ち時間の減少、災害時の対応力の向上等の効果が見込まれるので、適切な箇所へのラウンドアバウトの交通規制の導入を推進すべし、との通達を出している。

### 望ましい構造
2014年8月8日に国土交通省が、道路管理者がラウンドアバウトを計画・設計するに当たっての、当面の適用条件と留意事項について通達を出した。その概要は次の通り。
１）適用条件
- 交通量

　交通量は総流入交通量10,000台／日未満。総流入交通量が10,000台／日以上の場合、各流出入部において、時間当たりの流入部交通容量とピーク時間当たりの流入交通量を踏まえ可否を確認。
- 幾何構造

　外径は、設計車両の種類、隣接して接続する道路の交差角度、及び分離島の有無を踏まえ、車両の通行軌跡を考慮し設定。中央島は、乗り上げを前提としない。
２）留意事項
- 交通量

　横断歩行者・自転車が多い場合、交通確保に留意。
- 幾何構造

1. 形状は正円若しくは正円に近い形状が望ましい。
2. 環道については、停車帯を設置しない。
3. 分離島は設置することが望ましい。
4. 中央島は通行する車両の見通しを十分に確保できる構造とする。
5. 流出入部は安全かつ円滑に流出入できる構造とする。
6. 幅員は走行性や安全性を踏まえるものとする。
7. 環道とエプロンは利用者が認知できるよう区分する。

- 交通安全施設

1. 照明は必要に応じ設置することが望ましい。
2. 中央島に反射板等を設置することが望ましい。
3. 案内標識「方面及び距離（105のC）」、「方面及び方向の予告（108のA）」、「方面及び方向（108の2-A）」及び警戒標識「ロータリーあり（201の2）」を、必要に応じ、設置することが望ましい。
4. 区画線「車道外側線（103）」及び「導流帯（107）」を、必要に応じ設置することが望ましい。

## 様々なタイプのラウンドアバウト
ラウンドアバウトを設計する際は、設置場所の性格、単／複車線などに注目して分類するが、ここでは外観上特徴のあるラウンドアバウトを挙げる。

### ツイン・ラウンドアバウト
2つのラウンドアバウトを組み合わせた形態のものをツイン・ラウンドアバウトという。錯綜する交錯箇所を減らすことで交差点内での衝突リスクを低下させたり速度抑制による重大事故の減少を目的とする。
日本では2018年3月に島根県の朝山・大田道路に初めて設置された。しかし、このツイン・ラウンドアバウトでは設置して間もない同年6月4日に70代男性が軽自動車で逆走事故を起こしており、誘導方法の改良が行われた。

### 瓢箪型ラウンドアバウト
2つの近接するラウンドアバウトを合体し、1つのラウンドアバウトとしたもの。ラウンドアバウトの環状部分の形状をくびれた形状とすることで限られた用地で設置でき、環道部の走行速度も一定に保つことができる。日本では先述の朝山・大田道路の大田朝山インターチェンジに導入されている。

### ミニ・ラウンドアバウト
細街路などが交差する交差点において用いられる外径が13 - 22 m程度の小規模なラウンドアバウト。中央島にはわずかな段差を設け、大型車が右左折する場合はこの上を乗りあげて直接右折することを認める。ヨーロッパやオーストラリアなどで数多く用いられている。
|  |  |  |

### バルコニー・ラウンドアバウト
バルコニーラウンドアバウトとは環道を高架状にし、自転車や歩行者などの事故の被害者になりやすい人々の動線を、環道の下をくぐって通り抜けられるように設計されたラウンドアバウトで、それぞれの車道に沿った歩道や自転車道が環道の下の広場を通じて互いにつながり、自動車交通との輻輳がないために事故の危険を低減させることができる。ベルギーのブリュージュをはじめ、オランダのレーワルデン、スヘルトーヘンボスなどに実例が見られる。

### 多車線ラウンドアバウト
環道が複数車線をした外径40 - 60 mの大型のラウンドアバウト。比較的交通需要が高い交差点での導入が有効とされているものの、車両どうしの交錯点が多くなり、環道の通過速度が上昇し、流入部の内側車線の利用率が低くなるなど必ずしも交通容量の増大に役立つとは限らない欠点を持つ。

### ターボ・ラウンドアバウト
交通容量を上げるためには環道を2車線にするが、環道の内側車線の車両が流出する時の織り込みをなくして交錯点を少なくした形式のラウンドアバウトである。流入部から進行方向別に設けられた車線を走行すれば車線変更する必要が無く、そのまま目的の出口に流出できる。1990年代にオランダで開発された形状であり、現在ではオランダのほかドイツなどでも主に幹線道路で適用されている。
|  |  |  |

### オランダ型ラウンドアバウトの自転車と歩行者保護策

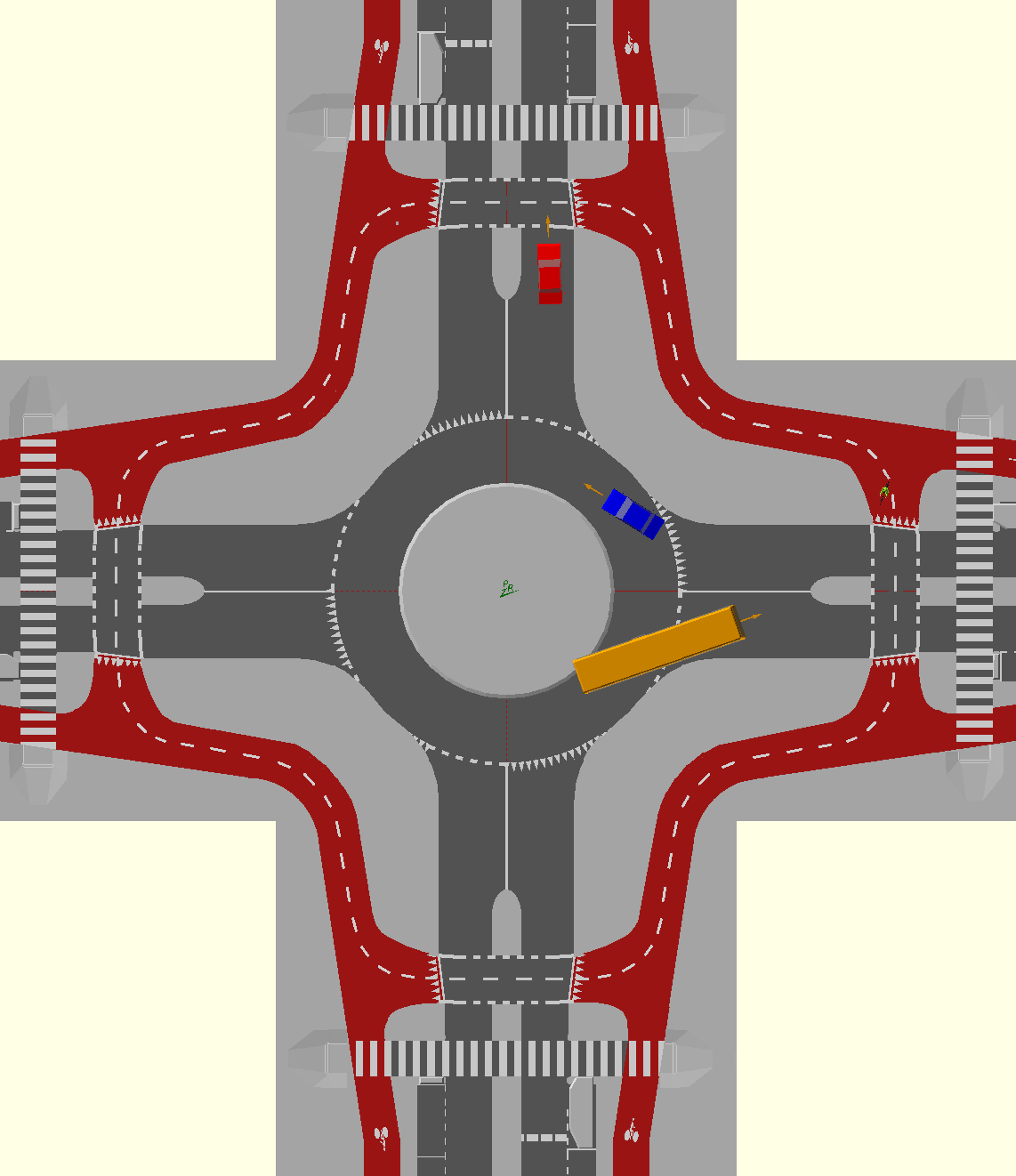
オランダ型ラウンドアバウト

新しい考え方のオランダのラウンドアバウトは、自転車を自動車よりも優先させる設計になっている。自転車レーンはラウンドアバウトの環道よりも外側に環状に設置され、それぞれの自動車の進入路との交差部は、赤い舗装で目立つようにした横断帯で渡る。それぞれの進入路を渡るための歩行者用の横断歩道も設けられる。
自転車道を分けることで環道の幅員を削減できるほか、横断歩道の手前では躊躇なく速度を落とすことができる。

### マジック・ラウンドアバウト
イギリスで見られるラウンドアバウトの形式で、中央島の周りに回転方向の違う2本の環道をもち、進入・退出口の場所に、内側と外側の環道をつなぐミニ・ラウンドアバウトが設置されている。外側の環道に入った後、そのまま時計回りに目的の出口にむかってもよいし、ミニ・ラウンドアバウトでUターンして反時計回りに目的の出口に向かっても良い。環道内ではミニ・ラウンドアバウトが優先である。

### 歩行者を対象としたラウンドアバウト
日本のJR東日本は、産学連携の取り組みとして、2023年7月10日から7月12日の3日間、新宿駅南口付近のコンコースにおいて、歩行者を対象としたラウンドアバウト実証実験を実施。
|  |  |  |